# Fear X
Fear X er en dansk co-produceret spillefilm fra 2003, der er instrueret af Nicolas Winding Refn efter manuskript af ham selv og Hubert Selby Jr..

## Handling
Sikkerhedsvagten Harrys kone er omkommet under mystiske omstændigheder i netop det shoppingcenter i Wisconsin, USA, hvor Harry er ansat. Politiet har lukket sagen, men Harry er langt fra tilfreds med de svar, han har fået. Besat af tanken om at kunne finde frem til de omstændigheder, der førte til konens død, er Harry nu i gang med et mareridtsagtigt detektivarbejde for egen regning. Et arbejde, hvor mange spor bliver krydset - i og uden for ham selv.

## Medvirkende
- John Turturro - Harry
- Deborah Kara Unger - Kate
- Stephen McIntyre - Phil
- William Allen Young - Agent Lawrence
- Eugene M. Davis - Ed
- Mark Hougton - Diner Cop
- Jacqueline Ramel - Claire
- James Remar - Peter
- Nadia Litz - Ellen
- Amanda Ooms - Prostitueret
- Thane Chartrand - Agent Wolfson
- Megan Basaraba - Amy
- Brock MacGregor - Quinn
- Liv Corfixen - Waitress
- Gerry Caplap - Steve
- John Bleuthner - Steadman
- Sharon Bajer - Sally
- Robert Huculak - Roger
- Blake Taylor - Doctor
- Spencer Duncanson - Man
- Frank Adamson - Adamson
- Susan Kelso - Mrs. Craven
- Victor Cowle - Bill Craven
- Peter Young - Vagt
- Garfield Williams - Vagt
- Tommy Rosen - Agent